# همایش جهانی گوشی همراه
نمایشگاه جهانی گوشی همراه یا کنگره جهانی موبایل (به انگلیسی: Mobile World Congress) یا کوتاه شده‌اش ام‌دبلیو‌سی که به نام جی‌اس‌ام‌ای معروف شده‌است، مجموعه‌ای شامل بزرگترین نمایشگاه صنعت گوشی همراه در جهان است که در آن مدیران برجسته شرکت‌های سازنده گوشی همراه، اپراتورهای ارتباطات، سازندگان نرم‌افزار و فروشندگان حضور دارند.
این نمایشگاه ابتدا نمایشگاه جهانی جی‌اس‌ام (به انگلیسی: GSM World Congress) نامیده می‌شده ولی اکنون نمایشگاه جهانی جی‌اس‌ام۳ نامیده می‌شود.
جی‌اس‌ام‌ای، کنگره جهانی موبایل ترکیبی از بزرگترین نمایشگاه جهان برای صنعت تلفن همراه و یک کنفرانس برای مدیران برجسته به نمایندگی اپراتور تلفن همراه، تولیدکننده گان دستگاه‌های هوشمند، ارائه دهندگان تکنولوژی، فروشندگان و صاحبان محتوا از سرار جهان است. این رویداد در ابتدا به عنوان کنگره جهانی جی‌اس‌ام‌ و بعداً به عنوان کنگره جهانی جی‌اس‌ام۳ تغییر نام کرد. هنوز هم اغلب به عنوان جی‌اس‌ام۳ یا جی‌اس‌ام۳ جهانی به آن اشاره می‌کنند.
کنگره جهانی موبایل برای اولین بار در ماه فوریه و درمحل فایرا گران ویا، شهر بارسلون (کاتالونیا، اسپانیا) آغاز شد که سالانه بیش از ۷۰,۰۰۰ تا ۸۰,۰۰۰ هزار مردم در آن حضور داشتند. تا سال ۲۰۰۶ این رویداد بزرگ در جشنواره کن صورت می‌گرفت و به عنوان جی‌اس‌ام۳ جهانی.مشارکت‌کنندگان در بیش از ۲۰۰ کشور از سراسر جهان شناخته شده‌بود.
جی‌اس‌ام‌ای کنگره جهانی موبایل در سال ۲۰۱۴ در ۲۴ام تا ۲۷ فوریه صورت گرفت که در حدود بیش از ۸۵,۰۰۰ شرکت‌کننده داشت اما در مورد تاریخ آغاز کنگره جهانی موبایل ۲۰۱۵، روزهای ۲ تا ۵ مارس عنوان شده‌است.

## تاریخچه

### ۲۰۰۹
کنگره جهانی موبایل در سال ۲۰۰۹ از ۱۶ تا ۱۹ فوریه برگزار شد.

### ۲۰۱۰
کنگره جهانی موبایل در سال ۲۰۱۰ از ۱۵ تا ۱۸ فوریه برگزار شد.

### ۲۰۱۱
کنگره جهانی موبایل در سال ۲۰۱۱ از ۱۴ تا ۱۷ فوریه برگزار شد. در سال ۲۰۱۱ برنامه‌های آزاد اندروید و آیفون طراحی شده بودند، ارائه استاندارد ترن-بای-تورو با قابلیت ناوبری (navigation) در بارسلونای اسپانیا در مدت زمان ام‌‎دبلیو‌سی ۲۰۱۱ به همراه تعطیلات آخر هفته و بعد از آن، برگزار شد. در سال ۲۰۱۱ اعلام شد که بارسلونا به عنوان " پایتخت کنگره جهانی موبایل " انتخاب شد و همچنان کنگره جهانی موبایل تا سال ۲۰۱۸ در این شهر برگزار خواهد شد.

### ۲۰۱۲
کنگره جهانی موبایل در سال ۲۰۱۲ از ۲۷ فوریه تا ۱ مارس برگزار شد.

### ۲۰۱۳
کنگره جهانی موبایل در سال ۲۰۱۳ از ۲۵ تا ۲۸ فوریه برگزار شد.

### ۲۰۱۴
کنگره جهانی موبایل در سال ۲۰۱۴ از ۲۴ ام تا ۲۷ام فوریه برگزار شد. در سال ۲۰۱۴ کنگره جهانی موبایل جی‌اس‌ام‌ای در مراسمی تلاش این کنگره را در جهت حفظ محیط زیست معرفی کرد؛ و تا ۲۰۶۰ کنگره جهانی موبایل جی‌اس‌ام‌ای به عنوان پیشرو در زمینه حفظ محیط زیست گواهینامه‌ای را صادر کردو برای رسیدن به این گواهینامه استفاده از استراتژی‌های کاهش رد پا و جبران انتشار است که نمی‌تواند اجتناب شود. صدور گواهینامه نشانه و آخرین گام در بلند مدت جی‌اس‌ام‌ای و ادامه دادن به تعهد به حفظ محیط زیست است. در سایر طرح‌های سبز در کنگره جهانی موبایل می‌توان شارژ خورشیدی، کاهش اتلاف مواد چاپی، استفاده مجدد و بازیافت مواد در محل برگزاری و استفاده از علامت‌های دیجیتالی و ابزارهای الکترونیکی است.

### ۲۰۱۵
کنگره جهانی موبایل در این سال از ۲ الی ۵ مارس برگزار شد.

### ۲۰۱۶
کنگره جهانی موبایل در سال ۲۰۱۶ از ۲۲ الی ۲۵ فوریه ادامه داشت.

### ۲۰۱۷
کنگره جهانی موبایل در سال ۲۰۱۷ از ۲۷ فوریه الی ۲ مارس ادامه داشت.

### ۲۰۱۸
کنگره جهانی موبایل در سال ۲۰۱۸ از تاریخ ۲۵ الی ۲۸ فوریه برگزار شد و برنده این دوره از نمایشگاه گوشی s9 سامسونگ بود .در این دوره از نمایشگاه بیش از ۱۰۷,۰۰۰ هزار نفر مراجعه کننده و ۲,۴۰۰ ارائه دهنده رکورد جدیدی را برای این نمایشگاه به ثبت رساندند.

### ۲۰۱۹
کنگره جهانی موبایل در سال ۲۰۱۹ از تاریخ ۲۵ الی ۲۸ فوریه (از شش الی نهم اسفند) برگزار شد.